# 青南観光バス
青南観光バス株式会社（せいなんかんこうバス）は、青森県青森市に本社を置いていた観光貸切専業バス事業者である。

## 概要
- かつてはJRバス東北も資本参加し、車体にはつばめマークも付けられていたが、現在ではその資本関係が解消され、そのマークが除去されている。

- 発足当時は浅虫温泉の各旅館の送迎バスの運営を担当した

## 営業所
本社
- 青森県青森市浅虫字蛍谷35

## 沿革
- 1970年4月 - 南部屋旅館を母体として「青南観光バス株式会社」設立。
- 1990年 - ジェイアールバス東北が資本参加。
- 2001年 - ジェイアールバス東北が資本解消。

## 車両

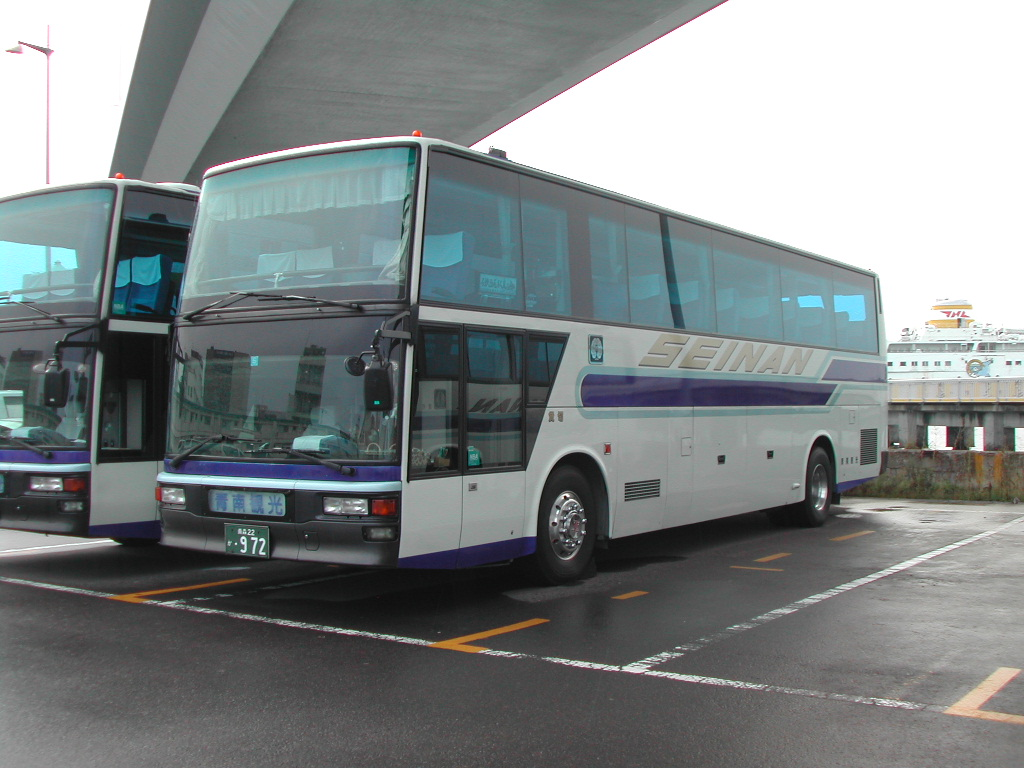
貸切車

いすゞ・三菱ふそうなどを採用。